# Squalidus minor
Squalidus minor är en fiskart som först beskrevs av Harada, 1943.  Squalidus minor ingår i släktet Squalidus och familjen karpfiskar. Inga underarter finns listade i Catalogue of Life.